# 穆常生
穆常生（1928年6月—2022年3月15日），男，江苏涟水人，中华人民共和国政治人物，曾任中共湖北省委统战部部长，湖北省政协副主席，第七届全国政协委员。

## 生平
1946年加入中国共产党。1949年6月任中共沔阳地委组织部干事。1951年8月调湖北省沙市市工作，历任市委秘书兼政研组长、企业公司经理，沙市工业局副局长、局长，沙市市委工交部副部长，荆州地委工交部副部长，荆州专署副专员、地委委员，荆州地区革委会常委、办事组副组长，荆州地区革委会副主任、沙市市委副书记，沙市市委第一书记、市革委会主任，荆州地委副书记，沙市市委书记、市长等职。1986年任中共湖北省委统战部部长。1986年至1993年，任湖北省第五、六届政协副主席。1995年7月离休。2022年3月15日9时28分在武汉逝世。

## 荣誉
- 第五届黄鹤楼诗词大赛一等奖（2010年）[7]
- 光荣在党50年纪念章（2021年）